# Kellerkommando
Kellerkommando — це німецький гурт заснований в 2009 році, яка змішує традиційну фольклорну музику з міськими ритмами та іншими сучасними елементами.

## Історія
В 2011 році виникла зміна складу: Schokk покинув гурт, щоб продовжити сольну кар'єру в російському репі; На його місце прийшов Ali As з Мюнхену. Всередині 2013 року Dré Soulo взяв на себе обов'язки репера. В 2016 році гурт взяла перерву в концертній діяльності, повернувши в 2017 році у дещо іншому складі.

## Нагороди
- Переможці конкурсу «Creole Bayern 2010/11»
- «Volkswagen Soundfoundation Talent 2011»
- «Виконавець місяця» столичного регіону Нюрнберг в червні 2015 року

## Дискографія
| Рік  | Назва        |
| ---- | ------------ |
| 2013 | «Dunnerkeil» |
| 2015 | «Belzebub»   |

| Рік  | Назва                | Примітка         |
| ---- | -------------------- | ---------------- |
| 2011 | «Dei Mudder sei Hut» | спільно з Schokk |
| 2012 | «Mondscheinbrüder»   |                  |
| 2014 | «Sabberlodd»         |                  |
| 2015 | «Uns geht's gut»     |                  |

| Рік  | Назва                     |                               |
| ---- | ------------------------- | ----------------------------- |
| 2011 | «Sex, Drugs & Volksmusik» | трек «Kellerkommando mit Hut» |
| 2011 | «Hart & Zart 4»           | трек «Adelheid»               |
| 2011 | «Resturlaub»              | трек «Nachbar»                |